# KNN 웰빙라이프
《KNN 웰빙라이프》는 KNN 러브FM(부산 FM 105.7MHz, 양산 FM 88.5MHz, 기장/정관 FM 89.3MHz, 창원/김해/거제 FM 90.9MHz, 진주 FM 98.7MHz), KNN 파워FM(부산 FM 99.9MHz, 기장/정관/양산 FM 96.3MHz, 창원 FM 102.5MHz, 진주 FM 105.5MHz, 거창 FM 106.7MHz)에서 매일 오전 10시 50분, 오후 5시 50분에 방송 중인 건강 정보 프로그램이다.